# Інформаційна сфера
інформаці́йна сфе́ра англ. Software — термін, який має декілька значень:
1. в інформатиці — див. інфосфера.
2. в економіці — сфера економіки, що займається виробництвом, обробкою, зберіганням і розповсюдженням інформації (цифрова дистрибуція) і знань. Сукупність інформації, інформаційної інфраструктури, яка збирає, формує, розповсюджує і використовує інформацію, а також системи регулювання суспільних відносин, які при цьому виникають.